# 克拉玛依一号井
克拉玛依一号井，原称黑油山一号井，简称克一号井或一号井，是从克拉玛依油田发掘的第一口油井，位于中华人民共和国新疆维吾尔自治区克拉玛依市克拉玛依区。
克拉玛依一号井是全国重点文物保护单位、国家工业遗产、全国红色旅游经典景区。

## 历史

### 钻井历史
1955年初，新疆石油公司独山子矿务局拟定对黑油山的深探钻的总体设计，同时中华人民共和国燃料工业部决定在黑油山地区发掘探井，以探明当地地层的含油气情况及准噶尔盆地西北缘的地质构造。3月，独山子矿务局王克思等人测量、确定了油井的位置并作出地质技术设计。4月，钻井井架安装完毕。6月，独山子矿务局钻井处1219青年钻井队技师陆铭宝、副技师艾山卡日·艾拜拉木带领队员抵达黑油山，并于7月6日开始钻井。
因地层变化，钻井队在钻至深620米处提前完钻。为避免固井水泥浆污染油层，钻井队筛管完井。1955年10月29日，黑油山的第一口井开始溢出原油和天然气，次日开井取样时，喷出油、气。11月1日，该井10毫米油嘴8个半小时的产量近7吨。11月2日产油超8吨。黑油山的第一口井出油后，《新疆日报》、新华社等媒体相继报道此事。次年5月，新发现的黑油山油田正式命名为克拉玛依油田，从黑油山发掘的第一口井也正式命名为克拉玛依一号井。随即开始了对克拉玛依油田的大规模勘探、开发。

### 建设与保护

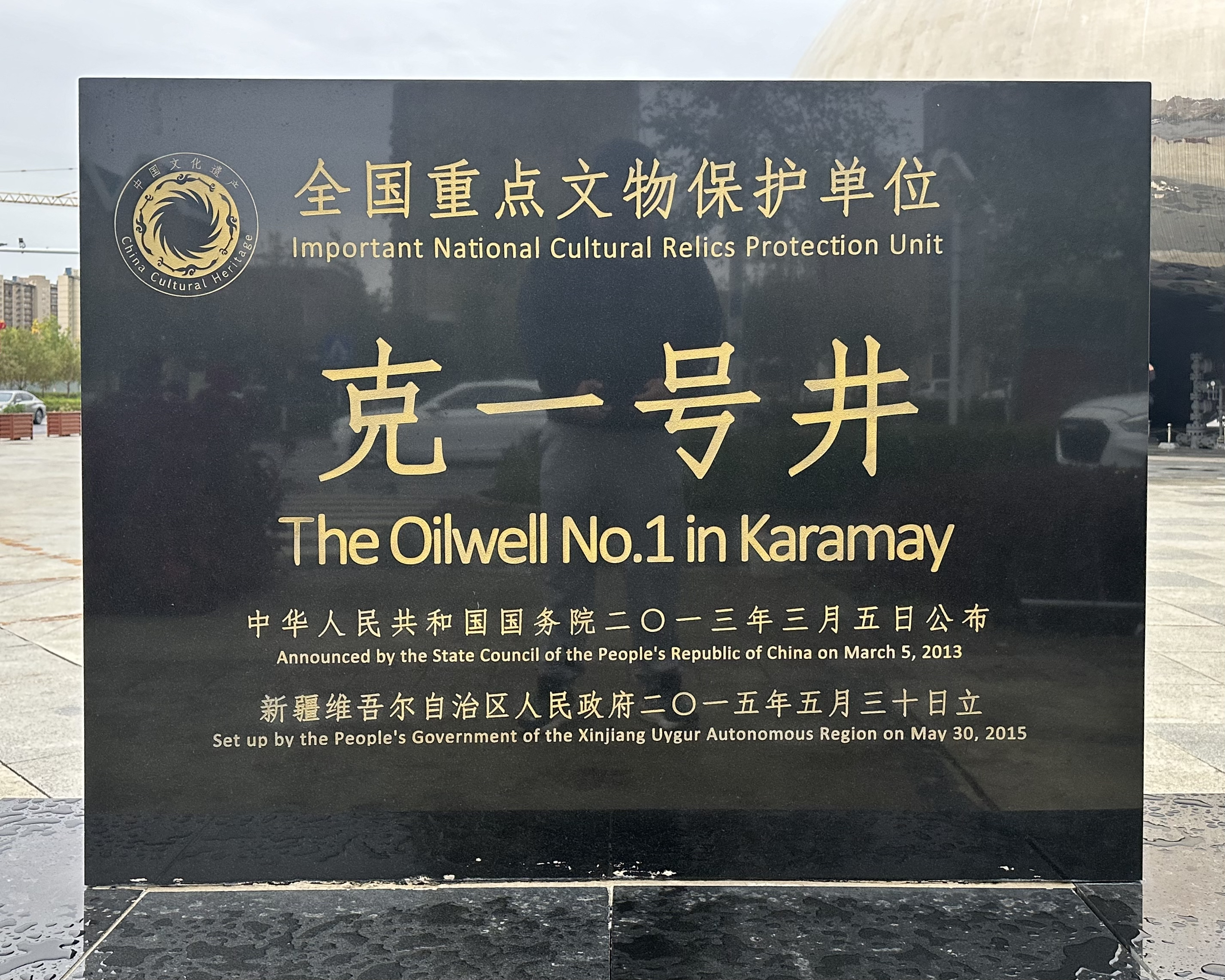
克拉玛依一号井是全国重点文物保护单位

1982年，克拉玛依市人民政府、新疆石油管理局在油井东侧10米处立有大理石制，高4米的克一号井纪念碑。碑顶有五星红旗雕刻，正面上部有“克一号井”四字，其下为讲述克一号井发掘过程和意义的碑文。纪念碑有边长约10米的方形底座，其上有浮雕。基座为鹅卵石镶嵌而成的石油喷溅图案。2013年5月，克拉玛依市工程建设管理局开始修建克拉玛依一号井景区。2015年8月，占地面积近65700平方米，建筑面积近4000平方米的景区建设完工。2016年，《全国红色旅游经典景区名录》公布，克拉玛依一号井入选。
2007年，新疆维吾尔自治区人民政府将克拉玛依一号井列入第六批新疆维吾尔自治区文物保护单位。2013年3月，中华人民共和国国务院公布第七批全国重点文物保护单位，其中包括克拉玛依一号井。2018年，克拉玛依一号井作为项目“独山子油矿、克拉玛依油田”的主要遗存之一，入选首批中国工业遗产保护名录。2021年，新疆维吾尔自治区文化和旅游厅公布第一批《新疆维吾尔自治区不可移动革命文物名录》，克拉玛依一号井位列名录之中。2021年11月，中华人民共和国工业和信息化部公布第五批国家工业遗产，克拉玛依一号井作为克拉玛依油田的核心物项之一位列其中。

## 油井现状

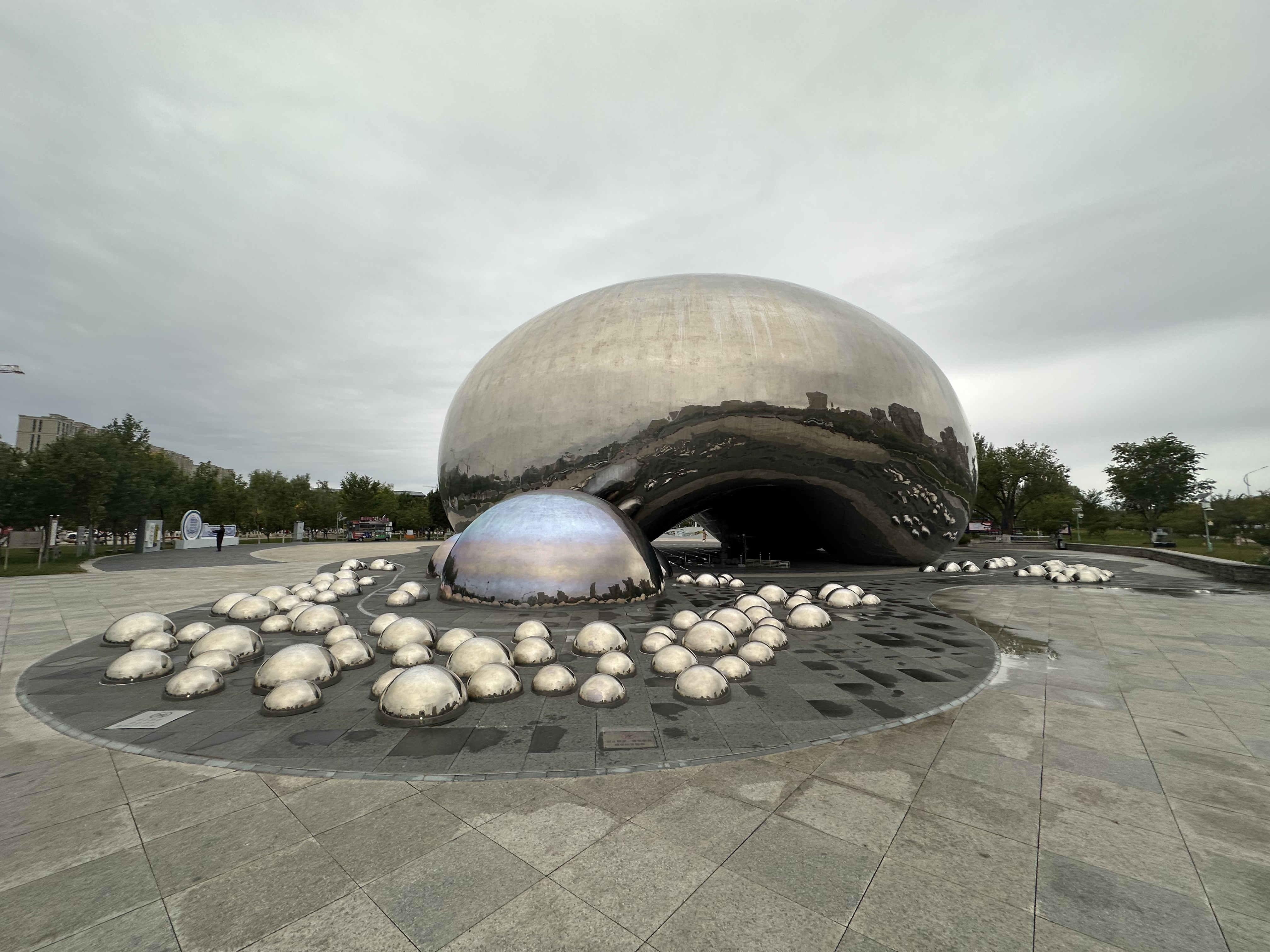
克拉玛依一号井景区

克拉玛依一号井位于南黑油山局部构造上，距离黑油山沥青丘5千米有余。克拉玛依一号井的出油层是位于深487米以下，508米以上的中三叠系下克拉玛依层第七砂层组。克拉玛依一号井占地3平方米，原设抽油井，1979年换为自喷采油树。
2015年前，采油树外设有方型井口房。克拉玛依一号井景区建成后，方型井口房改为以“大油泡”为主题的雕塑群。克拉玛依一号井周围修建有由浮雕墙、演艺广场组成的下沉纪念广场，广场中部存在“1955.10.29”字样，以纪念克一号井的诞生。

## 相关文物
除油井本身外，克拉玛依博物馆藏有确认克一号井定位照片、克一号井的原油油样、发掘克一号井的三刮刀钻头、克一号井管卡等与克一号井有关的国家一级文物。
确认克一号井定位照片是1955年，黑油山一号井定位时拍摄的照片。照片内容为六名地质专家身穿棉衣头戴棉帽，在雪地中战成一排，背后竖立有4.8米高的旗。照片6.7厘米×11.5厘米。照片由参与黑油山勘察的苏联地质专家乌瓦洛夫离开新疆时赠送给参与定位工作的王启明。后在克拉玛依矿史陈列馆（克拉玛市依博物馆）建馆时征集。克一号井的原油油样是1955年11月1日采集的油样，化验鉴定后于新疆石油管理局采油研究所封存。1984年，克拉玛依矿史陈列馆（克拉玛依市文博院）建馆初期征集。原油油样为深褐色液体，盛放于柱状玻璃器皿内。
三刮刀钻头是1219钻井队发掘黑油山一号井时使用的钻头，纵长超过50厘米，横长22厘米，重56千克。圆柱管外焊接三个硬质合金制刀翼，每个刀口存有喷射口。是当时石油技术人员自行研制而成的钻头。该三刮刀钻头是博物馆筹建时，由独山子矿务局钻井处征集而来。克一号井管卡是1219钻井队发掘黑油山一号井时使用的工具，用于固定和保护油管。管卡铸造焊接而成，重超过11千克，主要由两个半圆形管夹组成，由销子连接，存用于开关管卡的短把手。管卡上端有用于搬动管卡的把手。克一号井管卡是博物馆筹建时，由独山子矿务局钻井处征集而来。

## 雕塑抄袭争议
因为“油泡”主题雕塑造型与美国芝加哥千禧公园中的云门过于相似，云门的设计者Anish Kapoor曾经希望状告克拉玛依侵犯著作权。但據《華爾街日報》報導，新疆当局解釋，克拉瑪依的「大小油泡」雕塑并未抄襲卡普爾的雲門，任何相似之處，只是「純屬巧合」。并称雖然新疆大小油泡使用的材料與芝加哥雲門鋼豆雷同，但真正形狀、含意都截然不同，还将其解释为“雲門反映天空，大小油泡反映大地”。